# Halopteris tenella
Halopteris tenella is een hydroïdpoliep uit de familie Halopterididae. De poliep komt uit het geslacht Halopteris. Halopteris tenella werd in 1874 voor het eerst wetenschappelijk beschreven door Verrill. 